# تازه‌قلعه (ملکان)
تازه‌قلعه یکی از روستاهای استان آذربایجان شرقی است که در دهستان گاودول غربی بخش مرکزی شهرستان ملکان واقع شده‌است.
این شهر دارای یک شعبه بانک کشاورزی و دستگاه عابر بانک است و دارای یک پست بانک